# کانتاگالو (ریو دو ژانیرو)
کانتاگالو (به پرتغالی: Cantagalo) یک منطقهٔ مسکونی در برزیل است که در ریو دو ژانیرو واقع شده‌است. کانتاگالو ۷۴۹ کیلومتر مربع مساحت و ۲۰٬۱۶۸ نفر جمعیت دارد.